# Michelle Bauer

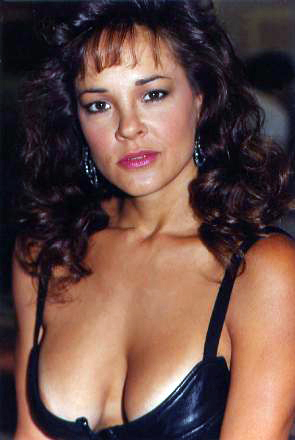
Michelle Bauer, 2010

Michelle Bauer (* 1. Oktober 1958 als Michelle Denise Medvitz in Montebello, Kalifornien) ist eine US-amerikanische B-Movie-Schauspielerin, bekannt als legendäre Scream-Queen, ehemalige Pornodarstellerin und Bondage-Model. Sie war im Juli 1981 Pet of the Month des Penthouse-Magazins.
Bauer spielte im Pornofilmklassiker Café Flesh (1982) unter dem Pseudonym Pia Snow mit. Es heißt, sie habe gern in dem Film mitgespielt und habe auch gern freizügig für die Covers diverser Hardcorefilme posiert, für die Sexszenen habe sie jedoch auf einem Double bestanden.
Bauers Penthouse-Erfolg führte auch zu Rollen für den Playboy Channel sowie zu diversen Filmangeboten wie beispielsweise der Rolle als mordende Nefratis in Fred Olen Rays B-Film Das Geheimnis des Grabmals am Nil (Original: The Tomb, 1986). Weitere Filmauftritte schlossen sich an.
Bauer ist der Name ihres Ehemanns aus erster Ehe. Nach der Scheidung führte er einen Gerichtsprozess, um ihr die Verwendung des Namens für ihre Filme zu untersagen. Sie verwendete daraufhin in Hollywood Chainsaw Hookers und Beast You! (beide 1988) den Nachnamen McClellen in Anlehnung an ihren zweiten Ehemann. Die Presse folgte dem Namenswechsel jedoch nicht und so kehrte sie wieder zum Gebrauch des Namens Bauer zurück, was ihr erster Ehemann schließlich akzeptierte.

## Filmografie (Auswahl)
- 1981: Bad Girls
- 1982: Café Flesh
- 1982: Homework
- 1984: Special Request
- 1985: Electric Blue 30
- 1985: Tomboy
- 1985: Cavegirl
- 1986: Die heißen Täubchen von Beverly Hills (Beverly Hills Girls)
- 1986: Reform School Girls
- 1986: Das Geheimnis des Grabmals am Nil (The Tomb)
- 1987: Lust For Freedom
- 1988: Beast You! (Sorority Babes in the Slimeball Bowl-O-Rama)
- 1991: Virgin High
- 1992: Evil Toons – Flotte Teens im Geisterhaus (Evil Toons)
- 1995: Bikini Drive In
- 1995: Die Insel der Riesen-Dinosaurier (Dinosaur Island)
- 1995: Attack of the 60 Foot Centerfold
- 1995: Assault of the Party Nerds Part 2: Heavy Petting Detective
- 1997: Little Miss Magic – Die kleine Hexe (Little Miss Magic)
- 2005: The Naked Monster
- 2006: The Bikini Escort Company
- 2008: Voodoo Dollz
- 2011: Little Witches
- 2024: Monster Mash
- 2025: The Land That Time Forgot